# Album/Glorious Results of a Misspent Youth
Album/Glorious Results of a Misspent Youth è una compilation di Joan Jett, pubblicata nel 2007.

## Tracce
Disco 1 - Album
1. Fake Friends – 3:24
2. Handyman – 3:24
3. Everyday People – 2:39
4. A Hundred Feet Away – 2:33
5. Secret Love – 4:03
6. Star Star – 4:01
7. The French Song – 3:34
8. Tossin' & Turnin' – 2:25
9. Why Can't We Be Happy – 3:53
10. I Love Playin' With Fire – 3:02
11. Coney Island Whitefish – 3:36
12. Had Enough – 2:29
13. Nite Time – 4:53
14. Everyday People (dance mix) – 4:18
15. Wait for Me – 4:32
16. Who Can You Trust – 2:50
17. Scratch My Back – 4:12
18. Locked Groove – 3:48

- Video - Coney Island Whitefish (Capitol Theatre, Passaic, NJ 8/17/83)
- Video - Handyman (The Summit, Houston, TX 10/7/83)
- Video - Star Star (The Summit, Houston, TX 10/7/83)

Disco 2 - Glorious Results of a Misspent Youth
1. Cherry Bomb – 2:35
2. I Love You Love Me Love – 3:19
3. Frustrated – 4:37
4. Hold Me – 3:11
5. Long Time – 2:28
6. Talkin' Bout My Baby – 3:37
7. I Need Someone – 3:15
8. Love Like Mine – 4:01
9. New Orleans – 2:53
10. Someday – 2:47
11. Push and Stomp – 3:03
12. I Got No Answers – 2:27
13. Hide and Seek – 2:40
14. I Can't Control Myself – 3:26
15. Bird Dog – 2:42
16. Talkin' Bout My Baby (live) – 3:51
17. Cherry Bomb (dance mix) – 2:42
18. I Need Someone (dance mix) – 4:04
19. Bombs Away – 4:13

- Video - Frustrated (The Record Plant 6/6/84)
- Video - I Can't Control Myself (The Record Plant 6/6/84)
- Video - New Orleans (The Record Plant 6/6/84)

## Formazione
- Joan Jett - voce, chitarra
- Ricky Byrd - chitarra, voce
- Gary Ryan - basso
- Lee Crystal - batteria